# Hydaticus transversalis
Hydaticus transversalis är en skalbaggsart som först beskrevs av |Erik Pontoppidan 1763.  Hydaticus transversalis ingår i släktet Hydaticus och familjen dykare. Enligt den finländska rödlistan är arten sårbar i Finland. Arten är reproducerande i Sverige. Artens livsmiljö är näringsrika sjöar.

## Underarter
Arten delas in i följande underarter:
- H. t. transversalis
- H. t. laevisculptus

## Bildgalleri

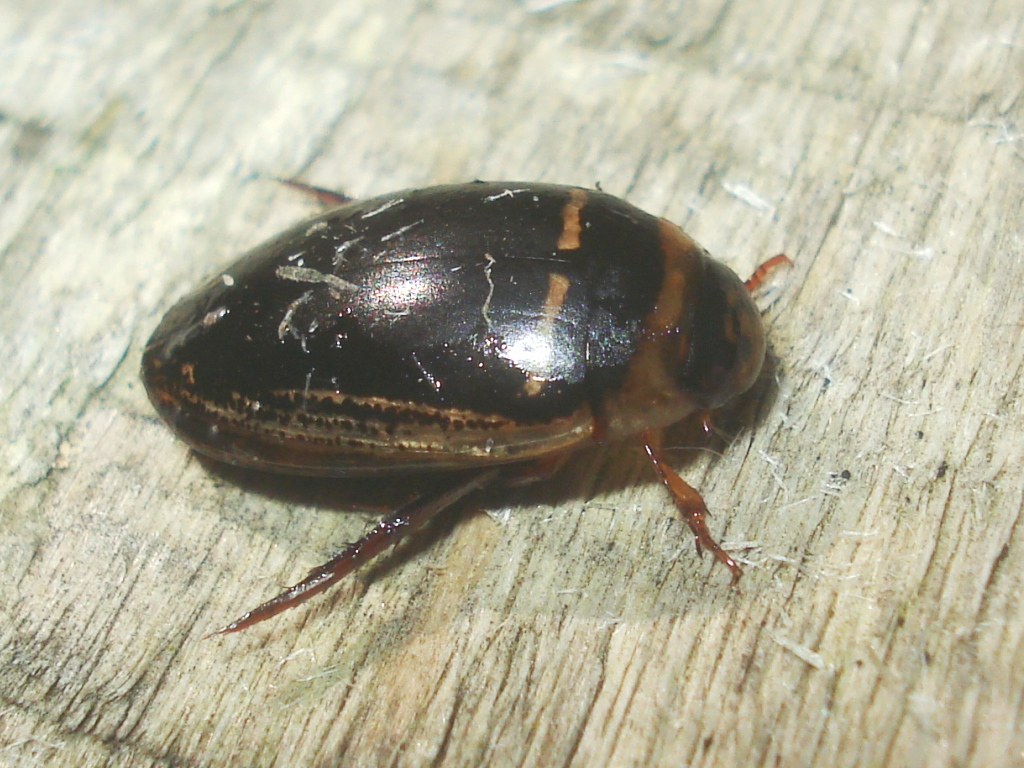
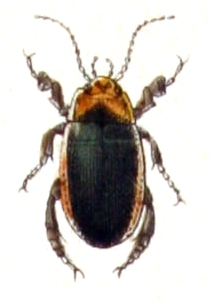
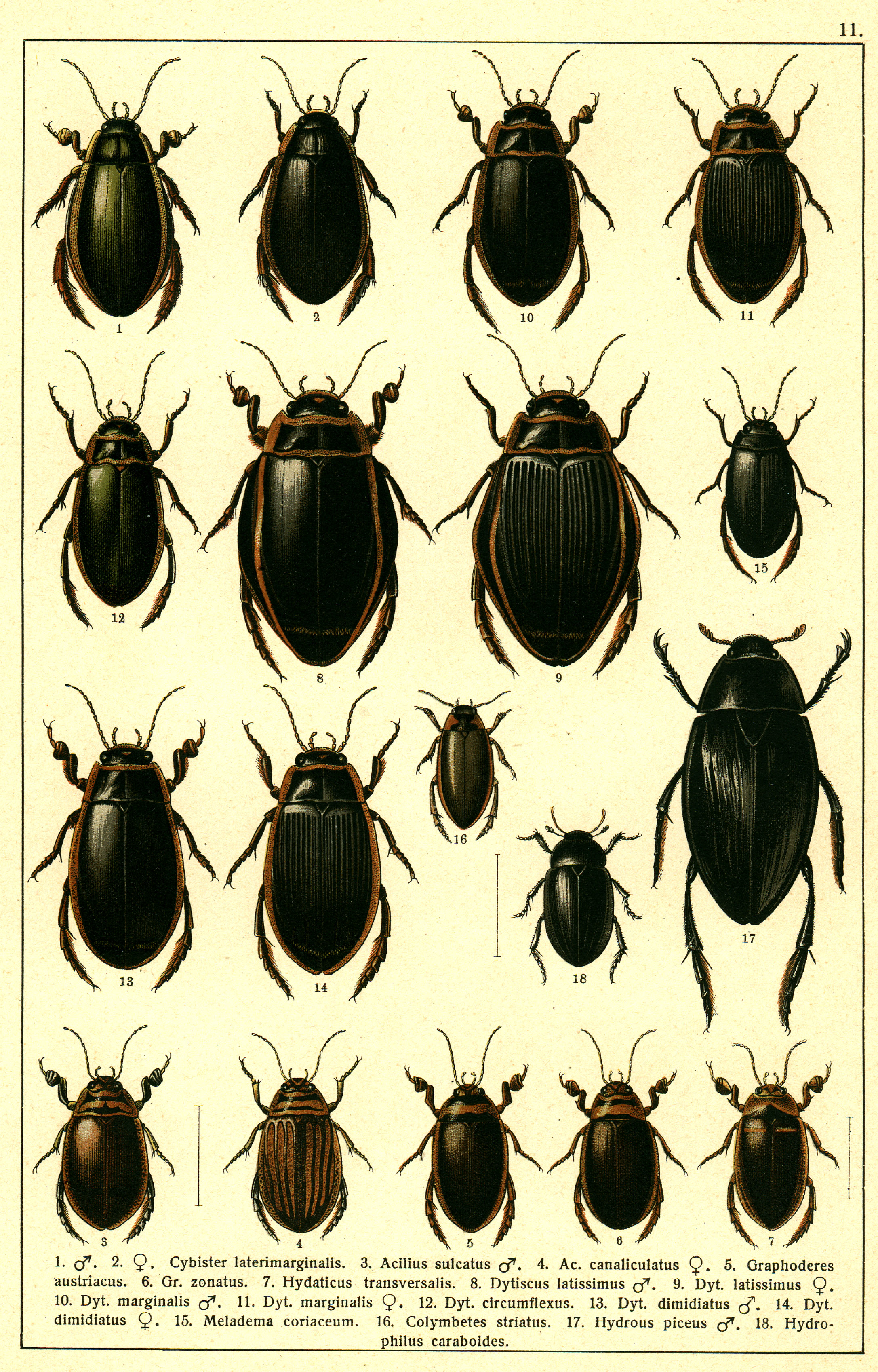
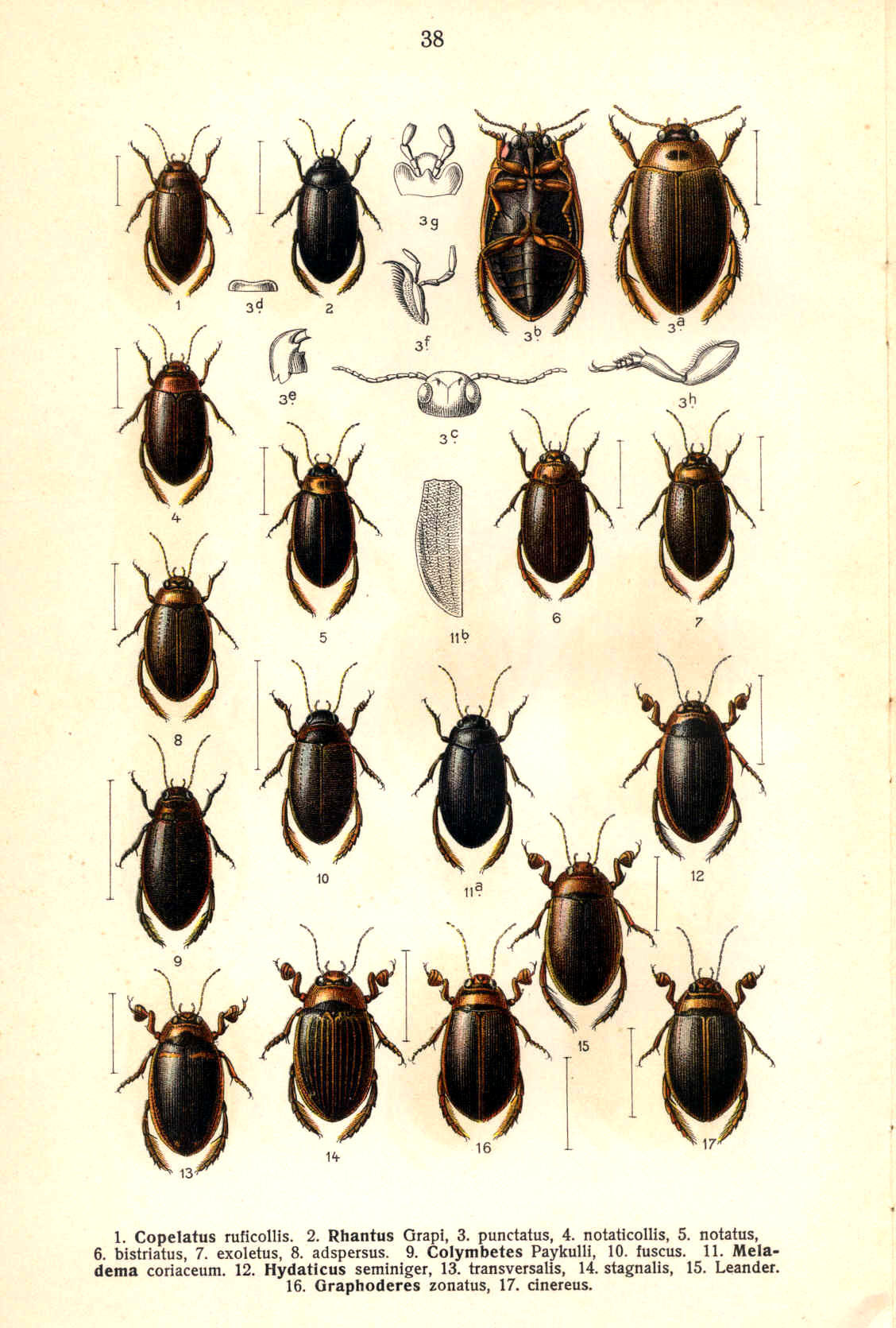
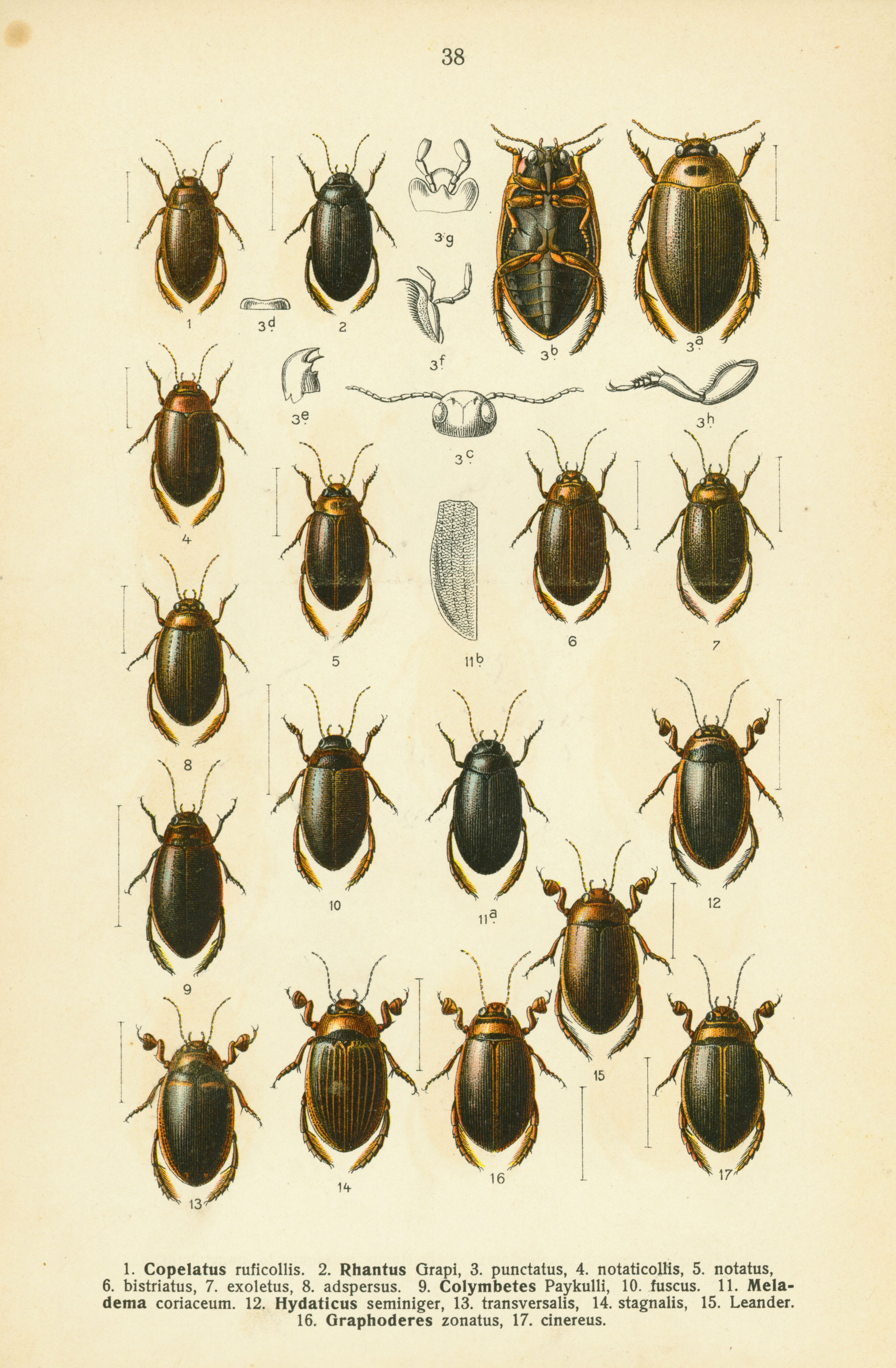